# Глуховский, Николай
Николай Глуховский (рум. Nicolae Gluhovschi; 1905, с. Хэснэшений Ной, Бельцкий уезд, Бессарабская губерния — 1985) — румынский учёный, медик-ветеринар, педагог.

## Биография
Родился в 1905 году в селе Хэснэшений Ной Белецкого уезда Бессарабской губернии (ныне Дрокиевский район Молдавии).
Учился в Белецкой гимназии для мальчиков (ныне здесь расположены педагогический колледж имени Иона Крянгэ и одноимённый лицей).
Высшее образование получил в Бухарестском университете. После защиты докторской диссертации вернулся в Бессарабию, где успешно трудился главным ветеринарным врачом сначала Сорокского, а затем Белецкого уездов.
В Бельцах стал основателем ветеринарной станции, действующей до настоящего времени.
Впоследствии профессор Глуховский занял пост декана ветеринарного факультета университета города Тимишоара (Румыния, 1962—1974).
Умер в 1985 году.

## Память
- Был избран почётным членом Нью-Йоркской академии наук и Королевского общества ветеринарной медицины Британии.
- В 1993 году имя Николая Глуховского присвоено Бельцкой ветеринарной станции; в его честь переименована бывшая улица Хорунжева.

## Звания и награды
- Профессор, доктор наук.